# Puerto de Balboa
El Puerto de Balboa es el principal puerto de Panamá.  Se encuentra localizado junto a la desembocadura al Océano Pacífico del Canal de Panamá, en el sector de Balboa de la Ciudad de Panamá.  El sistema de accesos terrestres al puerto está conformado por el ferrocarril de Panamá, la carretera Transístmica (autopista Panamá-Colón) y la Carretera Panamericana.

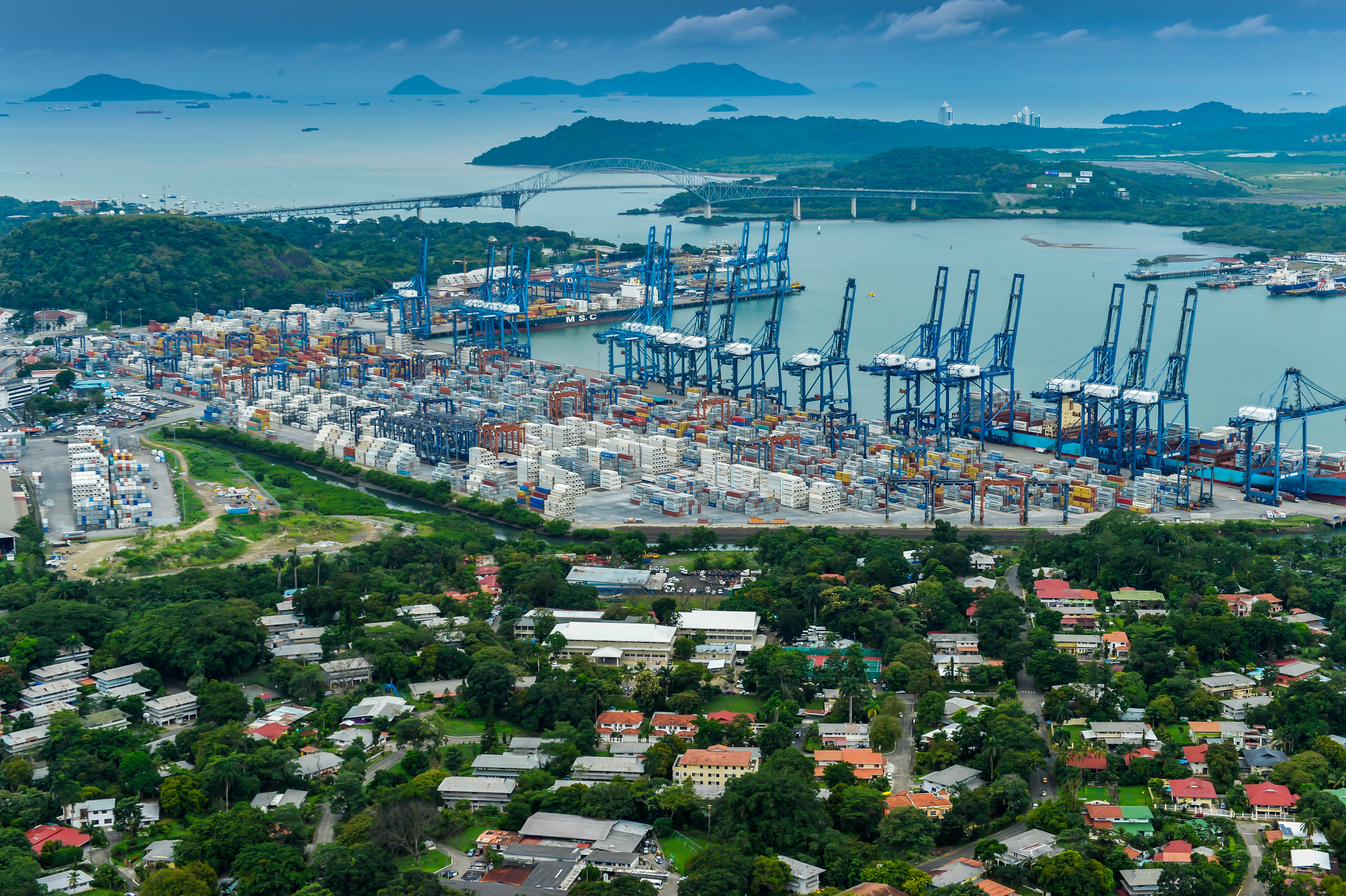
Vista aérea del puerto de Balboa en el año 2016.

Como líder del mercado portuario panameño y líder también en toda Latinoamérica, el Puerto de Balboa atiende las necesidades de carga y descarga de mercancías de todo el continente, así como su tránsito por el Canal de Panamá.